# Bataille de Decatur
Guerre de Sécession
Batailles
Campagne de Franklin-Nashville
- Allatoona
- Decatur
- Johnsonville
- Columbia
- Spring Hill
- Franklin
- 3e Murfreesboro
- Nashville
- Anthony's Hill

La bataille de Decatur est une démonstration réalisée du 26 au 29 octobre 1864, dans le cadre de la campagne de Franklin-Nashville de la guerre de Sécession. Les forces de l'Union de 3-5 000 hommes sous les ordres du brigadier général Robert S. Granger empêchent les 39 000 hommes de l'armée du Tennessee confédérée sous les ordres du général John B. Hood de traverser la rivière Tennessee à Decatur, en Alabama.

## Contexte
John Bell Hood marche à travers le nord de l'Alabama en chemin pour une invasion du Tennessee tenu par l'Union. Son armée a quitté le nord-ouest de la région d'Atlanta, en Géorgie, à la fin de septembre 1864, en espérant que la destruction des lignes de ravitaillement de l'Union incitera l'armée de l'Union du major général William T. Sherman à livrer une bataille. Sherman poursuit Hood jusqu'à Gaylesville, Alabama, mais décide de faire retourner son armée à Atlanta et à la place de mener une marche vers la mer à travers la Géorgie. Il donne la responsabilité de la défense du Tennessee au major général George H. Thomas, à Nashville
Hood part de Gadsden, en Alabama, le 22 octobre, en route pour Guntersville, en Alabama, où il prévoit de traverser la rivière Tennessee. Toutefois, il apprend plus tard de cavalerie du brigadier général Philippe Roddey que le lieu de traversée est fortement gardé, alors que Decatur, à quarante milles à l'ouest, est dit être « légèrement gardée ». Préoccupé par la possibilité que les canonnières fédérales puissent détruire tout pont flottant qu'il pourrait déployer, avec l'absence des cavaliers de Nathan Bedford Forrest pour lui apporter des renseignements, Hood modifie son trajet vers Decatur.

## Bataille

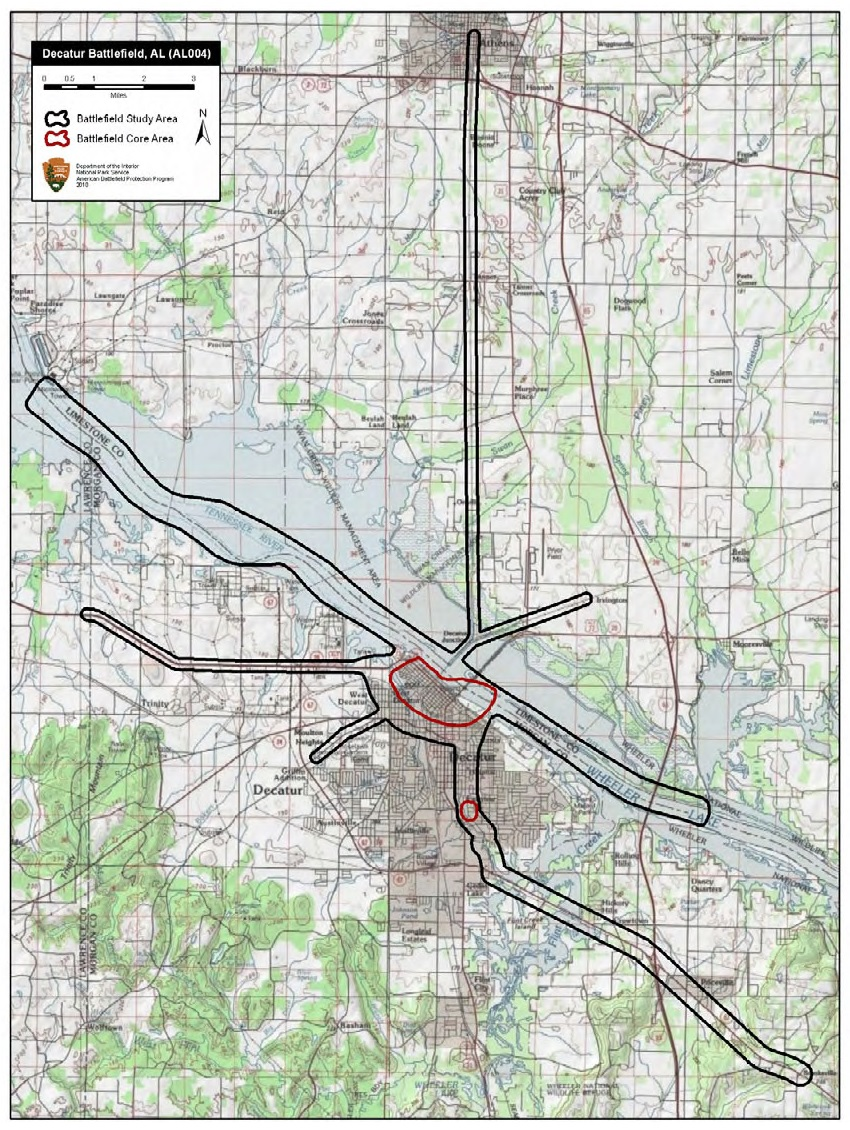
Carte de champ de bataille de Decatur et des zones d'étude par le programme de protection des champs de bataille.

Lorsque Hood arrive à Decatur, le 26 octobre, il trouve une force d'infanterie fédérale de 3 000 à 5 000 hommes, défendant une ligne retranchée qui comprend deux forts et 1 600 mètres de trous d'hommes ; une force bien supérieure à ce que Roddey a cru. Deux canonnières fédérales patrouillent dans la rivière. Le 27 octobre, Hood organise son armée alors qu'il arrive à encercler Decatur. Le lendemain matin, il envoie tirailleurs confédérés à travers un épais brouillard dans un ravin à moins de 800 mètres des principales fortifications. Aux environs de midi, un régiment fédéral repousse les tirailleurs hors du ravin, capturant 125 hommes. « Avec les soldats affamés et du ravitaillement rare », Hood sait qu'il ne peut pas se permettre les pertes d'un assaut à grande échelle et décide de traverser la rivière Tennessee ailleurs. Il marche plus loin l'ouest et traverse près de Tuscumbia, Alabama, où Muscle Shoals empêche l'ingérence des canonnières fédérales